# Marsdenova skupina
Marsdenova skupina, skupina kometa "na Sunčevom rubu" koje je zabilježio svemirski teleskop SOHO. Pripadnici ove skupine imaju srednji perihel od samo 0,048 AJ i nagib od 26°. Prvi ih je identificirao engleski astronom Brian Geoffrey Marsden (1937. – 2010.). Za komete ove skupine se kao i za Krachtovu  smatra da su izdanak kometa 96P/Machholz.
Na engleskom ih se naziva sunskirters da bi ih se razlikovalo od sungrazersa Kreutzova sustava.